# Pablo Coronel
Pablo Coronel (1480-1534) erudito eclesiástico y orientalista natural de Segovia.

## Biografía
Pablo fue profesor de teología en Salamanca y empleado por el cardenal Francisco Jiménez de Cisneros para la edición de las Biblias de Alcalá de Henares. Por consagrarse al estudio de la teología y escritura fue condecorado por su saber profundo en estas materias con la cátedra de escritura de la universidad de Salamanca.
Pablo es autor junto a Alfonso de Zamora de la Biblia políglota complutense, escrita en cuatro lenguas: hebreo, griego, arameo y latín, que no se concluyó hasta 1517.

## Obras
- Adición a la obra de Nicolás de Leri Additiones ad librum Nicolai Lirani de diferentiis translationum
- Biblia poliglota complutense